# Gernot Bock-Stieber
Gernot Bock-Stieber (* 25. August 1892 in Bad Gleichenberg, Steiermark, Österreich-Ungarn; † 7. Dezember 1943 in Berlin-Wilmersdorf, Deutschland) war ein österreichischer Regisseur, Drehbuchautor und Dokumentarfilmer.

## Leben und Wirken
Der gebürtige Steirer hatte nach seinem Abitur in Wien das Konservatorium besucht und ließ sich von Josef Kainz zum Schauspieler ausbilden. Nebenbei besuchte Bock-Stieber die Graphische Lehr- und Versuchsanstalt. Noch vor Ausbruch des Ersten Weltkriegs hatte Bock-Stieber eine Ausbildung zum Fotografen und Filmoperateur (Kameramann) abgeschlossen. 
Seit 1909 in Deutschland ansässig, spielte er vor allem an rheinischen Bühnen (darunter Köln, Bonn und Düsseldorf) und ging schließlich nach Berlin, wo er am Luisen-Theater als Schauspieler auftrat und von der Filmproduktionsfirma Duskes als Hilfsregisseur eingestellt wurde. Während des Kriegs war Gernot Bock-Stieber, der zwischen 1915 und 1918 gedient hatte, sporadisch als Drehbuchautor und Journalist aktiv. 1919 begann er als Regisseur zu arbeiten. Im März 1920 gründete er gemeinsam mit Georg Paul Aderholdt die Europa-Film-Co. GmbH. Später nannte er die Firma Epro-Film (Kürzel für Europa Produktion). Zu seinen Frühwerken zählten vor allem mehrere Episoden der Mac-Wood-Reihe. Dabei handelte es sich um Geschichten, in deren Mittelpunkt ein smarter, abenteuerlustiger Tausendsassa stand. Das Drehbuch zu seinen Inszenierungen verfasste regelmäßig Bock-Stiebers Frau (seit 1917) Ada van Roon, die Hauptrolle in diesen Filmen spielte Alexander von Antalffy. 
In den späten 1920er Jahren konnte er keine Regieaufträge mehr an Land ziehen. Bock-Stieber konzentrierte sich daraufhin auf die Herstellung von Drehbüchern und erhielt seit Anbruch des Tonfilms fast nur noch die Gelegenheit zur Regie von NS-Propagandafilmen, darunter Opfer der Vergangenheit, ein Film, der die Zwangssterilisation sogenannter "Erbkranken" propagierte. 
In seinen letzten Lebensjahren geriet Gernot Bock-Stieber ständig in Schwierigkeiten. 1940 lief ein Verfahren zwecks Ausschluss aus der Fachschaft Film der Reichsfilmkammer wegen angeblicher Filmfinanzierungskontakte zu Juden. Außerdem war er zahlungsunfähig und musste schließlich den Offenbarungseid leisten.

## Filmografie
als Drehbuchautor, wenn nicht anders angegeben
- 1914: Der peinliche Vater
- 1914: Teddy im Schlafsofa
- 1916: Der Fall Grehn (Schauspieler)
- 1916: Das tote Land
- 1920: Der Spuk des Lebens (Regie, Produktion)
- 1920: Der unsichtbare Dieb (Regie, Produktion)
- 1920: Die Strahlen des Todes (Drehbuch, Regie, Produktion)
- 1921: Perlen bedeuten Tränen
- 1921: Der Mann im Schrank (Drehbuch, Regie, Produktion)
- 1922: Die Drei von der Straße (Drehbuch, Regie, Produktion)
- 1923: Paddy der Findling oder der Kampf der Vier (Drehbuch, Regie, Produktion)
- 1923: Die Flucht aus dem Leben (Drehbuch, Regie, Produktion)
- 1923: Der Fürst der Landstraße (Regie, Produktion)
- 1924: Der Narr und die Anderen (Darsteller, Drehbuch, Regie, Produktion)
- 1924: Menschen im Nebel (Darsteller, Drehbuch, Regie, Produktion)
- 1924: Das Haus im Dunkeln (Regie, Produktion)
- 1924: Höhenfieber (Darsteller, Drehbuch, Regie, Produktion)
- 1925: Die Handschrift des Inka (Regie, Produktion)
- 1925: Der unbekannte Gegner (Regie, Produktion)
- 1925: Der Ruf aus der Ferne (Regie, Produktion)
- 1927: Fassadengespenst (Regie)
- 1927: Die Welt ohne Waffen (auch Regie)
- 1928: Liebe und Bazillen (Co-Drehbuch, Regie)
- 1929: Schande (Hanba)
- 1929: Drei machen ihr Glück
- 1929: Das Panzerauto (Pancerove auto)
- 1930: Ehestreik
- 1930: Alimente
- 1930: Mit Büchse und Lasso durch Afrika (Dokumentarfilm, auch Regie)
- 1930: Der Bergführer von Zakopane
- 1932: Es geht um alles
- 1932: Schwimmkünstler (kurzer Dokumentarfilm)
- 1933: Wassersport und Wasserwandern (kurzer Dokumentarfilm)
- 1935: Kirschen in Nachbars Garten
- 1937: Opfer der Vergangenheit (auch Regie)
- 1937: Tante Inges Garten (kurzer Dokumentarfilm)
- 1942: Der Wille zum Fliegen (kurzer Dokumentarfilm)